# Circonscription d'Iteya
La circonscription d'Iteya est une des 177 circonscriptions législatives de l'État fédéré Oromia, elle se situe dans la Zone Arsi. Son représentant actuel est Abadula Gemeda Dago.